# M.Siks Blaasveld VC
M.Siks Blaasveld VC est un club belge de volley-ball fondé en 1967 et basé à Tisselt évoluant pour la saison 2016-2017 en Ligue B Dames. 

## Palmarès
- 2008- 3e en National 1.
- 2009- 2e en National 1.
- 2010- 2e en National 1.
- 2010- Gagnant Coupe d'Anvers.
- 2011- Champion en National 1 et montée en Division d'Honneur.
- 2012- 9e et maintien en Division d'Honneur.
- 2012- Gagnant Coupe D'Anvers.

## Effectifs

### Saison 2013-2014
Entraîneur : Steven Krokaert  Belgique